# Стамеска

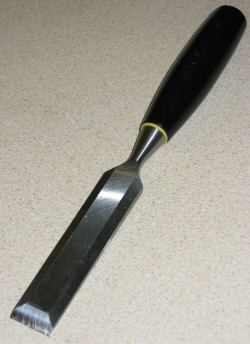
Сталева плоска стамеска по дереву

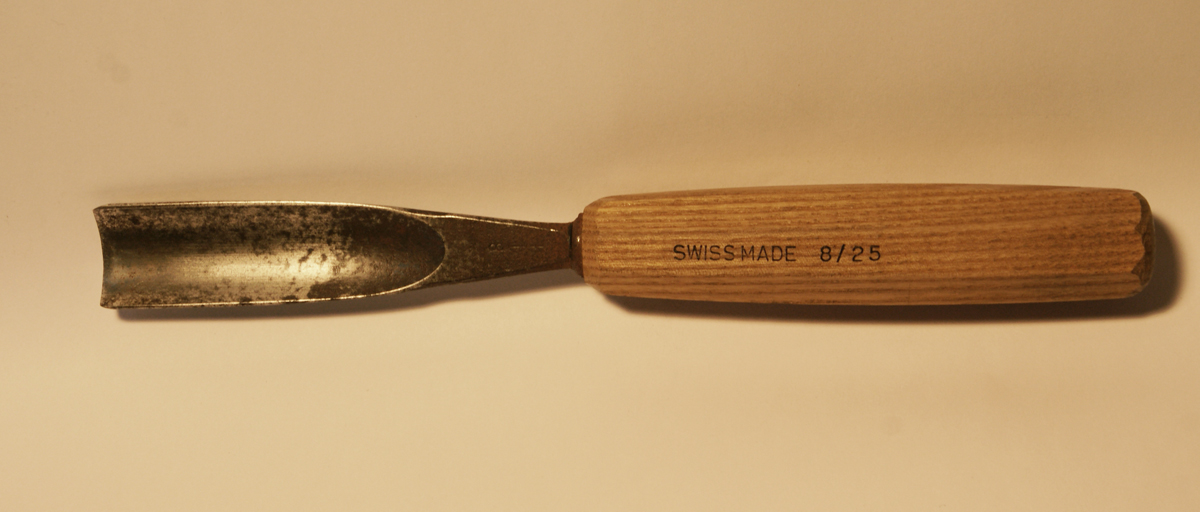
Радіусна стамеска

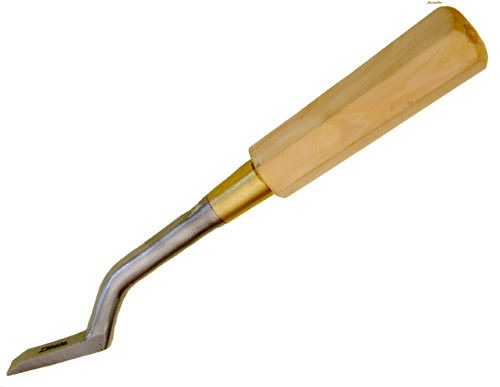
Клюкарза

Робота стамескою

Стаме́ска (від нім. Stemmeisen), ма́зель — ручний різальний столярно-теслярський інструмент. Використовується для видовбування отворів і заглиблень у деревині, для зачищання, підрізання дерев'яних виробів, зачищання пазів, зняття фасок, різьблення.
Складається зі сталевого полотна із заточеною торцевою кромкою (лезом) на одному кінці і дерев'яної або пластмасової рукоятки (закріпленої на хвостовику або щільно вбитої в конічний розтруб) — на іншому кінці.

## Різновиди
Стамески можна класифікувати за способом просування, формою рукоятки, розміром та іншими параметрами. Основна класифікація стамесок — за формою, поздовжній або поперечній площині. Переважно її визначають відразу за двома цими параметрами.

### Поперечна форма
- Радіусна стамеска (церазик) — це стамеска з профілем, що має в поперечному перерізі форму дуги кола. Наприклад, у стамески під номером 20/2-1 ширина полотна становить половину кола діаметром 20 мм (позначення 20/2), а остання цифра — 1 — товщина різця в 1 мм. Ще приклад: стамеска під номером 20/5-0,5 — це стамеска з шириною полотна в 1/5 від кола діаметром 20 мм і з товщиною різця в 0,5 мм.
- Плоска стамеска — стамеска, що має прямий, плоский поперечний профіль. Різці розрізняються за шириною і товщиною полотна і формою різальної кромки леза, яка може бути косою або прямою. Найчастіше використовують плоскі стамески шириною 6, 10, 20 і 30 мм.
- Коробчаста стамеска — плоска пряма стамеска з бортиками різної висоти.
- Кутикова стамеска — стамеска з профілем у вигляді кута, латинської букви «V». Розмір таких різців визначається висотою сторони кута інструмента, а також величиною кута в між сторонами. У більшості випадків це кут 60…90°.

### Поздовжня форма
Поздовжня форма: в залежності від форми поздовжнього, тобто бічного, профілю полотна можна виділити такі види стамесок:
- Пряма стамеска — стамеска із прямим, як лінійка, полотном без будь-яких вигинів.
- Клюкарза — стамеска, яка має досить різкий поздовжній вигин леза, який починається ближче до кінця полотна.
- Вигнута стамеска — стамеска, що має поздовжній вигин леза. Але, на відміну від клюкарзи, у неї вигнуте все полотно.
- Стамеска для очищення глибоких отворів (англ. paring chisel) — довга та тонка стамеска, що в основному використовуються для очищення глибоких отворів, пазів та з'єднань для їх точної посадки

### Класифікація за призначенням
За призначенням стамески поділяються на столярні та стамески для різьблення або токарних робіт. Перші бувають прямими й напівкруглими, другі — також, фігурними (радіусними, кутиковими, коробчастими тощо).
Плоскі стамески, зазвичай, мають однобічне загострення, у напівкруглих фасках роблять із зовнішньої (випуклої) і рідше з внутрішньої сторони полотна.
У перекладі англійською термін «стамеска» може бути як англ. Gouge, і як англ. Chisel або англ. Hand wood chisel, хоча для означення саме напівкруглих стамесок слід використовувати слово «Gouge», оскільки «Chisel» використовується для означення прямих стамесок та доліт.

## Використання
У столярних роботах різання стамескою — одна з найскладніших операцій. Зазвичай потрібна не одна, а кілька стамесок з різними розмірами та формою полотна. При різанні на стамеску натискають рукою і лише іноді не сильно вдаряють киянкою або молотком по торцю ручки стамески.